# HLA-E
HLA-E (англ. Major histocompatibility complex, class I, E) – білок, який кодується однойменним геном, розташованим у людей на короткому плечі 6-ї хромосоми. Довжина поліпептидного ланцюга білка становить 358 амінокислот, а молекулярна маса — 40 157.
| 10         |  | 20         |  | 30         |  | 40         |  | 50         |
| ---------- |  | ---------- |  | ---------- |  | ---------- |  | ---------- |
| MVDGTLLLLL |  | SEALALTQTW |  | AGSHSLKYFH |  | TSVSRPGRGE |  | PRFISVGYVD |
| DTQFVRFDND |  | AASPRMVPRA |  | PWMEQEGSEY |  | WDRETRSARD |  | TAQIFRVNLR |
| TLRGYYNQSE |  | AGSHTLQWMH |  | GCELGPDRRF |  | LRGYEQFAYD |  | GKDYLTLNED |
| LRSWTAVDTA |  | AQISEQKSND |  | ASEAEHQRAY |  | LEDTCVEWLH |  | KYLEKGKETL |
| LHLEPPKTHV |  | THHPISDHEA |  | TLRCWALGFY |  | PAEITLTWQQ |  | DGEGHTQDTE |
| LVETRPAGDG |  | TFQKWAAVVV |  | PSGEEQRYTC |  | HVQHEGLPEP |  | VTLRWKPASQ |
| PTIPIVGIIA |  | GLVLLGSVVS |  | GAVVAAVIWR |  | KKSSGGKGGS |  | YSKAEWSDSA |
| QGSESHSL   |  |            |  |            |  |            |  |            |

A: Аланін

C: Цистеїн

D: Аспарагінова кислота

E: Глутамінова кислота

F: Фенілаланін

G: Гліцин

H: Гістидин

I: Ізолейцин

K: Лізин

L: Лейцин

M: Метіонін

N: Аспарагін

P: Пролін

Q: Глутамін

R: Аргінін

S: Серин

T: Треонін

V: Валін

W: Триптофан

Кодований геном білок за функцією належить до фосфопротеїнів. 
Задіяний у такому біологічному процесі, як імунітет. 
Локалізований у мембрані.